# Charadra patafex
Charadra patafex là một loài bướm đêm thuộc họ Noctuidae. Nó là loài duy nhất được tìm thấy ở Guerrero Mill in the State của Hidalgo in México, ở đó nó was có ở 9000 foot elevation.
It is possibly associated with dry cây sồi woodlands at higher elevations.